# Дель Кастильо, Карлос
Карлос дель Кастильо (исп. Carlos del Castillo; 13 сентября 1882 — 4 июня 1959) — мексиканский пианист и музыкальный педагог.

## Биография
С 1895 г. учился в Национальной консерватории у Карлоса Менесеса. В 1903 г., получив стипендию федерального правительства, отправился для совершенствования мастерства в Европу и в течение трёх лет занимался в Лейпцигской консерватории под руководством Альфреда Райзенауэра.
По возвращении на родину основал в 1907 г. Академию имени Баха, в которой обучал пианистов в духе переданной ему через Райзенауэра школы Ференца Листа. С 1908 г. преподавал в Национальной консерватории, в 1923—1928 гг. её директор.
Концертировал до середины 1920-х гг., особенно как ансамблист (в том числе со струнным квартетом, который возглавлял Луис Салома), пропагандируя музыку германской традиции, от Иоганна Себастьяна Баха до новейших авторов умеренно консервативного толка (Карла Гольдмарка, Кристиана Синдинга).
Выступал как музыкальный журналист и критик, возглавлял несколько недолго просуществовавших специализированных периодических изданий: «Música» (1909—1911), «Música y músicos» (1912—1913), «Nuestra música» (1931—1934). Автор салонных фортепианных пьес.
Карлосу дель Кастильо посвящена Вторая мексиканская рапсодия для фортепиано Мануэля Понсе (1913).